# Angrebet mod Bir el Hassana
Angrebet mod Bir el Hassana fandt sted på Sinaihalvøen i februar 1917 under Sinai og Palæstina-felttoget i 1. Verdenskrig. Det var en mindre træfning mellem en udvidet bataljon af kamelkorpset og et dusin osmanniske tropper og nogle bevæbnede beduiner. Angrebet er kun værd at huske fordi det indeholdt den første britiske medicinske evakuering - og formentlig den første i historien.
Angrebet var det tredje af tre angreb, som blev udført af britiske tropper, der forsøgte at generobre Sinaihalvøen. Tropper fra det egyptiske ekspeditionskorps rykkede ind i den centrale del af Sinaihalvøen for at angribe og fordrive den sidste osmanniske garnison.

## Baggrund
Britiske skibe ved middelhavskysten og Aqababugten bevogtede bevogtede kystvejen via al-Arish og vejen fra Ma'an via Nekhel til Suez-kanalen. Osmanniske styrker holdt fortsat den centrale rute gennem Sinai sydpå fra el Kossaima mod Suez-kanalen besat, herunder Bir el Hassana og Nekhel.

## Angrebet
General Sir Archibald Murray, chefen for den egyptiske ekspeditionsstyrke beordrede angreb mod både Nekhel og Bir el Hassana, som lå 65 km nord for Nekhel, mellem Gebel Helal og Gebel Yelleg. Tre kolonner kavaleri og kameler drog af sted med det mål at angribe den 18. februar. En kolonne afgik fra Serapeaum, muligvis i omegnen af
Ismailia), og en anden fra Suez den 13. februar 1917 til Angrebet mod Nekhel. Major J.R. Bassett og hans 2. bataljon af kamelkorpset afgik fra al-Arish sammen med Hong Kong og Singapore batteriet.
Denne kolonne nåede Lahfan den 16. og den 17. rykkede den videre fra Magdhaba. Ved daggry den følgende morgen omringede de den osmanniske garnison ved Bir el Hassana, der bestod af 3 officerer og 19 menige, forstærket med bevæbnede beduiner. De osmanniske tropper overgav sig, men beduiner skød på briterne og knuste en underkorporals ankel. En af tyrkerne, som overgav sig var Nur Effendi, som havde haft kommando en over garnisonen under det mislykkede britiske angreb angreb på Maghara den 15. oktober 1916. Tropperne gennemsøgte Bir el Hassana og fandt 21 rifler, nogle få kameler og 2.100 patroner.
Efter erobringen af Bir el Hassana blev Bassetts styrke på stedet for at fange osmanniske tropper, som trak sig tilbage fra Nekhel mod Bir el Hassana.

## Medicinsk evakuering
Under det britiske angreb affyrede en beduin en kugle som knuste underkorporal McGregors ankel. Den 19. februar fløj Royal Flying Corps McGregor ud med benet i en skinne mens han sad i observatørens sæde på en Royal Aircraft Factory B.E.2c, et tosædet biplan. Flyvningen til al-Arish tog 45 minutter. Alternativet til evakuering af luftvejen var transport i en cacolet (en slags båre monteret på en kamel), som en historiker beskrev som "en rejseform som udmærker sig ved den pine den giver sårede på grund af naturen af dyrets bevægelser". Transport i cacolet ville have taget dage.